# 聯星系統
聯星系統是天文學術語，指在空間中的兩個天體（通常是恆星、星系或小行星）彼此間存在引力上的交互作用，因而繞著共同的質心運轉。有些定義（像是雙行星，但不是聯星）需要質心不在兩個天體的任何一個內部。聚星系統像雙星系統一樣，只是有三個或更多的天體。

## 大眾文化
在電影《星際大戰》中有許多的雙星系統和雙重太陽的性質和相關材料，最著名的例子就是塔圖因行星所在的系統。
在發現者頻道播放的外星異世界中的達爾文四號行星環繞著聯星系統。